# Hrabstwo Baltimore

Piramida wieku hrabstwa

Hrabstwo Baltimore (ang. Baltimore County) – hrabstwo w stanie Maryland w Stanach Zjednoczonych. Hrabstwo zajmuje powierzchnię całkowitą 1 766,45 km². Według szacunków US Census Bureau w roku 2006 hrabstwo Baltimore liczyło 787 384 mieszkańców. Siedzibą hrabstwa jest Towson.

## Historia
Dokładna data ustanowienia hrabstwa Baltimore jest nieznana, ale pierwsza wzmianka o nim pochodzi z roku 1659. Nazwa hrabstwa pochodzi od tytułu barona Baltimore w irlandzkim hrabstwie Longford, który przysługiwał pierwszym właścicielom kolonii Maryland. W 1674 roku część hrabstwa Baltimore została połączona z częścią hrabstwa Kent i zostało w ten sposób utworzone nowe hrabstwo Cecil. W 1748 roku hrabstwo Baltimore ponownie uległo zmniejszeniu, gdy z jego części i części hrabstwa Prince George’s utworzono hrabstwo Frederick. W roku 1773 hrabstwo Baltimore uległo dalszemu zmniejszeniu, gdy z jego części powstało hrabstwo Harford.
Pierwotnie miasto Baltimore stanowiło część hrabstwa Baltimore, lecz w 1851 roku zostało z niego wydzielone i obecnie stanowi odrębną jednostkę administracyjną równoważną hrabstwu.

## Geografia
Całkowita powierzchnia hrabstwa wynosi 1 766,45 km², z czego 1 550,34 km² stanowi powierzchnia lądowa, a 216,11 km² (12,2%) powierzchnia wodna. Najwyższy punkt w hrabstwie ma wysokość 146 m n.p.m., zaś najniższy punkt położony jest na poziomie morza, przy ujściu rzeki Patapsco.

### CDP
- Arbutus
- Baltimore Highlands
- Bowleys Quarters
- Carney
- Catonsville
- Cockeysville
- Dundalk
- Edgemere
- Essex
- Garrison
- Hampton
- Kingsville
- Lansdowne
- Lochearn
- Lutherville
- Mays Chapel
- Middle River
- Milford Mill
- Overlea
- Owings Mills
- Parkville
- Perry Hall
- Pikesville
- Randallstown
- Reisterstown
- Rosedale
- Rossville
- Timonium
- Towson
- White Marsh
- Woodlawn